# The Silent Lady

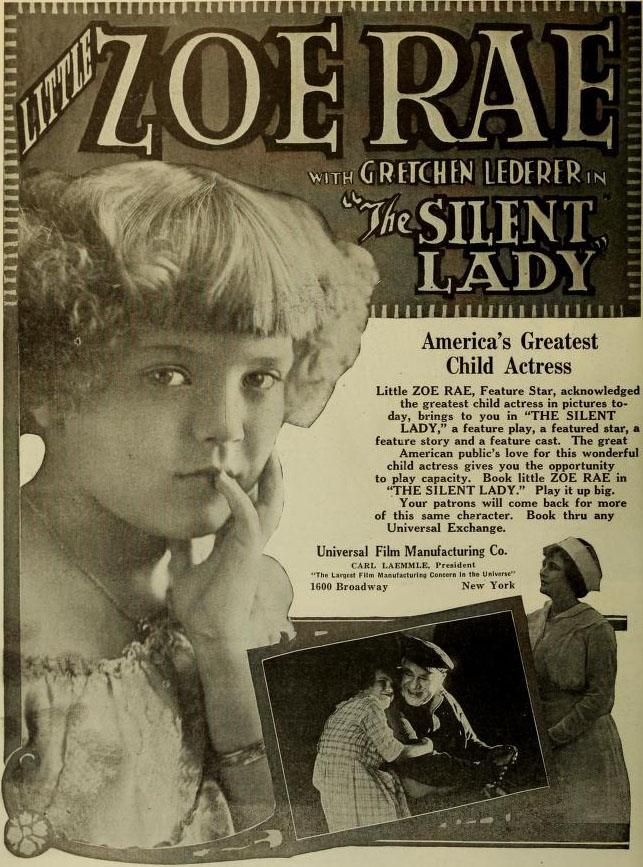
Annonce pour le film.

The Silent Lady est un film américain réalisé par Elsie Jane Wilson, sorti en 1917.

## Fiche technique
- Réalisation : Elsie Jane Wilson
- Scénario : Elliott J. Clawson
- Production : Universal Pictures
- Distributeur : Universal Pictures
- Genre : Drame[2]
- Durée : 50 minutes
- Date de sortie : 10 décembre 1917

## Distribution
- Gretchen Lederer : Miss Summerville
- Zoe Rae : Little Kate
- Winter Hall : Philemon
- Harry Holden : Peter
- J. Edwin Brown : Capt. Bartholomew
- Lule Warrenton : Mrs. Hayes
- E. Alyn Warren : Dr. Carlyle